# Adam Stefan Sapieha

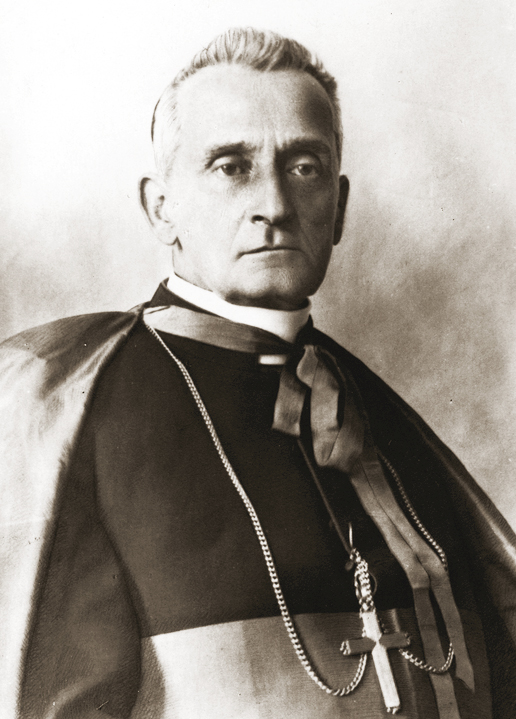
Adam Stefan Kardinal Sapieha (1930)

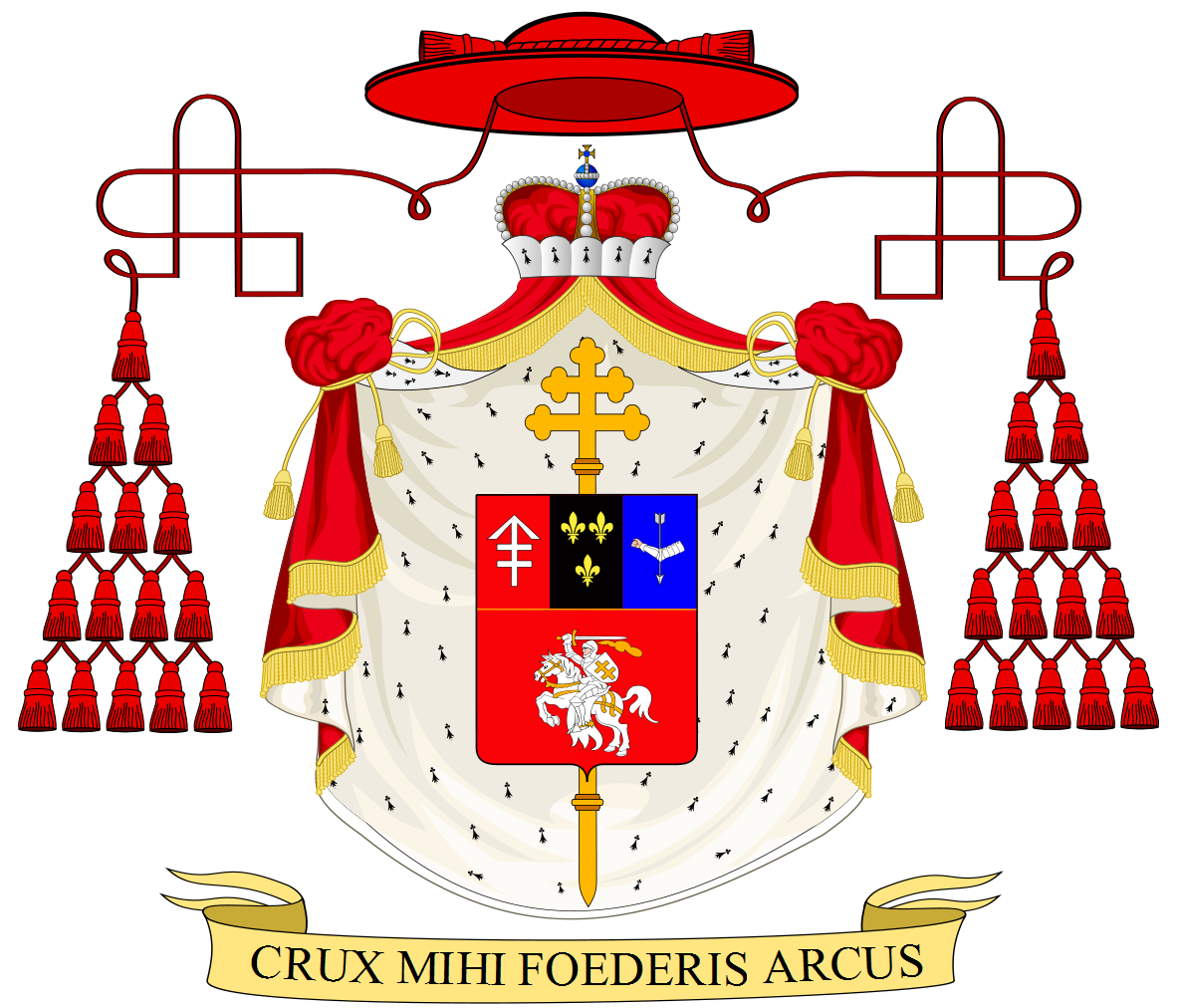
Wappen Adam Stefan Kardinal Sapieha

Adam Stefan Stanisław Bonfatiusz Józef Kardinal Sapieha [saˈpʲjɛha / saˈpʲjɛxa] (* 14. Mai 1867 in Krasiczyn; † 23. Juli 1951 in Krakau) war ein Erzbischof von Krakau aus der Familie Sapieha.

## Leben
Sapieha wurde als jüngstes von sieben Kindern des Fürsten Adam Stanisław Sapieha-Kodenski und seiner Frau Jadwiga Klementyna Prinzessin Sanguszkowa-Lubartowicz geboren. Er studierte an der Päpstlichen Universität Gregoriana in Rom und wurde am 1. Oktober 1893 vom damaligen Bischof von Krakau, Jan Kardinal Puzyna de Kozielsk, zum Priester geweiht. Er lehrte im Priesterseminar der Diözese Lemberg, dessen Regens er 1898 wurde.
Am 24. November 1911 wurde er zum Bischof von Krakau ernannt und am 17. Dezember desselben Jahres von Papst Pius X. geweiht; Mitkonsekratoren waren der damalige Kurienerzbischof Augusto Silj und Bischof Agostino Zampini OSA. 1925 wurde Krakau zum Erzbistum erhoben und Sapieha wurde der erste Krakauer Erzbischof.
Im Königreich Galizien und Lodomerien von Österreich-Ungarn verfügte er als Krakauer Bischof über eine Virilstimme im Galizischen Landtag. 1912 wurde er auch zum Mitglied des österreichischen Herrenhauses ernannt.
Während der deutschen Besetzung Polens im Zweiten Weltkrieg konnte Sapieha das Krakauer Priesterseminar nur geheim im Untergrund weiter führen. Er brachte die Seminaristen, unter denen auch Karol Wojtyła, der spätere Papst Johannes Paul II. war, in seinem Bischofspalais unter, wo sie ihre Ausbildung fortsetzen konnten.
Am 16. Februar 1946 wurde er zum Kardinal kreiert und ihm als Kardinalpriester die Titelkirche Santa Maria Nuova zugewiesen. Im selben Jahr weihte Sapieha Karol Wojtyła in der Kapelle seines Palais zum Priester.
Sapieha starb 1951 und ist in der Bischofskrypta der Krakauer Kathedrale auf dem Schlosshügel Wawel begraben.